# Котригуасу
Котригуасу (порт. Cotriguaçu) — муниципалитет в Бразилии, входит в штат Мату-Гросу. Составная часть мезорегиона Север штата Мату-Гроссу. Входит в экономико-статистический микрорегион Арипуанан. Население составляет 13 390 человек на 2006 год. Занимает площадь 9123,582 км². Плотность населения — 1,5 чел./км².

## Статистика
- Валовой внутренний продукт на 2003 год составляет 37 720 459,00 реалов (данные: Бразильский институт географии и статистики).
- Валовой внутренний продукт на душу населения на 2003 год составляет 3464,73 реала (данные: Бразильский институт географии и статистики).
- Индекс развития человеческого потенциала на 2000 год составляет 0,721 (данные: Программа развития ООН).